# Seattle Wolves
Seattle Wolves is een Amerikaanse voetbalclub uit Tukwila, Washington, dicht bij de stad Seattle. De club speelt in de USL Premier Development League, de Amerikaanse vierde klasse.
De club werd opgericht in 2002 en won al snel een aantal regionale kampioenschappen. In 2008 sloot de club zich aan bij de Pacific Coast Soccer League, een van de drie Amerikaanse competities die wordt beschouwd als de vierde klasse. De club werd derde in het eerste seizoen en maakte hierna de overstap naar de Premier Development League.

## Seizoen per seizoen
| Jaar | Divisie | League | Regulier Seizoen | Playoffs          | Open Cup            |
| ---- | ------- | ------ | ---------------- | ----------------- | ------------------- |
| 2008 | 4       | PCSL   | 3de              |                   | Niet gekwalificeerd |
| 2009 | 4       | PDL    | 3de, Northwest   | Divisional Finale | Niet gekwalificeerd |